# Frank McLeavy, Baron McLeavy
Frank McLeavy, Baron McLeavy JP (* 1. Januar 1899; † 1. Oktober 1976) war ein britischer Politiker der Labour Party, der mehr als zwanzig Jahre lang Abgeordneter des House of Commons war und 1967 als Life Peer aufgrund des Life Peerages Act 1958 Mitglied des House of Lords wurde.

## Leben
Bei den Unterhauswahlen vom 5. Juli 1945 wurde McLeavy als Kandidat der Labour Party erstmals zum Abgeordneten in das House of Commons gewählt und vertrat in diesem bis zu den Wahlen vom 31. März 1966 mehr als zwanzig Jahre lang den Wahlkreis Bradford East. Am 6. Oktober 1957 legte er einen Abgeordnetenentwurf (Private Member’s Bill) zur Änderung des National Assistance Act 1948 vor, der Kommunalbehörden ermächtigen sollte, alten Menschen Mahlzeiten, Wohnungen und andere Einrichtungen anzubieten. Während seiner Parlamentszugehörigkeit befasste er sich darüber hinaus insbesondere mit Technologie- und Verkehrspolitik.
Durch ein Letters Patent vom 11. September 1967 wurde McLeavy, der zeitweilig auch als Friedensrichter (Justice of the Peace) fungierte, aufgrund des Life Peerages Act 1958 als Life Peer mit dem Titel Baron McLeavy, of the City of Bradford, in den Adelsstand erhoben und gehörte damit bis zu seinem Tod dem House of Lords als Mitglied an.